# ГЕС Яманли ІІ
ГЕС Яманли ІІ — гідроенергетичний комплекс на півдні Туреччини. Знаходячись перед ГЕС Геккая (29 МВт), становить верхній ступінь каскаду у сточищі річки Сейхан, яка протікає через Адану та впадає до Середземного моря.
Комплекс складається із двох послідовних гребель, зведених на річці Гексу — лівому витоку Сейхану. Верхня з них (1 етап) виконана як бетонна водозливна споруда висотою 27 метрів, котра відводить ресурс у прокладений через лівобережний гірський масив дериваційний тунель довжиною 9,3 км з діаметром 3,5 метра. На завершальному етапі після запобіжного балансувального резервуара з верхньою камерою висотою 12 метрів та діаметром 22 метри він переходить у напірний водовід довжиною 0,8 км з діаметром 2,9 метра. У підсумку ресурс потрапляє до розташованого на березі Гексу наземного машинного залу, обладнаного трьома турбінами типу Френсіс — двома по 24,4 МВт та однією з показником 12,1 МВт. При чистому напорі у 297 метрів це обладнання забезпечує виробництво 165 млн кВт·год електроенергії на рік.
Відпрацьована у верхньому машинному залі вода потрапляє назад до річки та захоплюється арковою бетонною спорудою (2 етап) висотою 25 метрів. Вона відводить ресурс у ще один прокладений через лівобережний гірський масив дериваційний тунель довжиною 5,6 км з діаметром 3,5 метра, котрий на своєму шляху перетинає ущелину струмка Хочабей по акведуку довжиною 90 метрів. На завершальному етапі після запобіжного балансувального резервуара з верхньою камерою висотою 27 метрів та діаметром 20 метрів він переходить у напірний водовід довжиною 0,13 км з діаметром 3 метри. В підсумку ресурс потрапляє до розташованого на березі Göksu нижнього машинного залу, обладнаного двома турбінами типу Френсіс потужністю по 11,5 МВт. При чистому напорі у 83 метри це обладнання забезпечує виробництво 68 млн кВт·год електроенергії на рік.